# Błahodatne (rejon skadowski)
Błahodatne (ukr. Благодатне, do 2016 Radhospne, ukr. Радгоспне) – wieś na Ukrainie, w obwodzie chersońskim, w rejonie skadowskim, w hromadzie Skadowsk. W 2001 liczyła 1094 mieszkańców, spośród których 976 wskazało jako ojczysty język ukraiński, 106 rosyjski, 5 mołdawski, 3 białoruski, a 4 inny.